# 遠田郡
- 令制国一覧 > 東山道 > 陸前国 > 遠田郡
- 日本 > 東北地方 > 宮城県 > 遠田郡

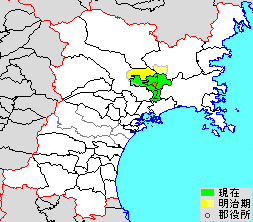
宮城県遠田郡の範囲（1.涌谷町 2.美里町 薄緑：後に他郡から編入した区域 薄黄：後に他郡に編入された区域）

遠田郡（とおだぐん）は、宮城県（陸奥国・陸前国）の郡。
人口36,292人、面積157.15km²、人口密度231人/km²。（2025年6月1日、推計人口）
以下の2町を含む。
- 涌谷町（わくやちょう）
- 美里町（みさとまち）

## 郡域
1878年（明治11年）に行政区画として発足した当時の郡域は以下の区域にあたる。
- 大崎市の一部（田尻各町および古川狐塚・古川馬放・古川長岡針・古川休塚・古川淵尻・古川富長・古川上埣・古川桑針・古川馬櫛・古川下谷地・古川鶴ヶ埣・古川深沼、鹿島台木間塚の一部[1]）
- 涌谷町の全域
- 美里町の大部分（青生を除く）

## 歴史

### 主な出来事
- 1875年（明治8年）7月 - 豪雨災害。遠田や桃生などの水田一万町に損害[2]。

### 近世以降の沿革
- 幕末時点では陸奥国に所属し、全域が仙台藩領であった。「旧高旧領取調帳」に記載されている明治初年時点に存在した村は以下の通り。（58村）

田尻村、中目村、八幡村、小松村、諏訪峠村、沼木村、休塚村、狐塚村、馬放村、長岡針村、富長村、上埣村、淵尻村、成田村、荻埣村、平針村、中埣村、北高城村、南高城村、小塩村、成沢村、大沢村、北牧目村、南牧目村、中高城村、大嶺村、桜田高野村、通木村、沼部村、三高野村、蕪栗村、大貫村、小里村、太田村、吉住村、西野村、中津山村、涌谷村、馬場谷地村、上郡村、下郡村、小塚村、猪岡短台村、木間塚村、二郷村、練牛村、大柳村、福ヶ袋村、和多田沼村、不動堂村、南小牛田村、北小牛田村、牛飼村、北浦村、関根村、桑針村、深沼村、鶴ヶ埣村
- 明治元年
  - 9月24日（1868年11月8日） - 仙台藩主伊達慶邦が薩長軍に降伏。全領土62万石を没収される。
  - 12月7日（1869年1月19日）
    - 陸奥国が分割され、本郡は陸前国の所属となる。
    - 土浦藩取締地となる。
- 明治2年
  - 3月22日（1869年5月3日） - 土浦藩取締地が涌谷県を称する[3]。
  - 8月7日（1869年9月12日） - 涌谷県の管轄地域に登米県が発足。
- 明治4年11月2日（1871年12月13日） - 第1次府県統合により仙台県の管轄となる。
- 明治5年
  - 1月8日（1872年2月16日） - 仙台県が宮城県に改称。
  - 4月9日（1872年6月10日） - 大区小区制の施行により、本郡は宮城県第8・第9大区のそれぞれの一部となる。

| 宮城県第8大区（全12小区。遠田郡の一部） | 宮城県第8大区（全12小区。遠田郡の一部） |
| 小区                                    | 所属村                                  |
| --------------------------------------- | --------------------------------------- |
| 小1区                                   | 大嶺村・小松村・諏訪峠村・八幡村        |
| 小2区                                   | 沼木村・狐塚村・馬放村・休塚村          |
| 小3区                                   | 通木村・中目村・長岡針村                |
| 小4区                                   | 田尻村                                  |
| 小5区                                   | 中埣村・成田村・中高城村・南牧目村      |
| 小6区                                   | 沼部村・桜田高野村・北高城村・南高城村  |
| 小7区                                   | 北牧目村・三高野村                      |
| 小8区                                   | 大沢村・小塩村                          |
| 小9区                                   | 大貫村・蕪栗村                          |
| 小10区                                  | 吉住村・太田村・小里村                  |
| 小11区                                  | 中津山村                                |
| 小12区                                  | 西野村                                  |

| 宮城県第9大区（全7小区。遠田郡の一部） | 宮城県第9大区（全7小区。遠田郡の一部）                         |
| 小区                                   | 所属村                                                         |
| -------------------------------------- | -------------------------------------------------------------- |
| 小1区                                  | 涌谷村・小塚村・上郡村・下郡村・猪岡短台村・成沢村・北小牛田村 |
| 小2区                                  | 馬場谷地村                                                     |
| 小3区                                  | 富長村・上埣村・淵尻村・荻埣村・平針村                         |
| 小4区                                  | 北浦村・関根村・桑針村・鶴ヶ埣村・深沼村                       |
| 小5区                                  | 南小牛田村・牛飼村・不動堂村                                   |
| 小6区                                  | 木間塚村・大柳村・練牛村・福ヶ袋村・和多田沼村                 |
| 小7区                                  | 二郷村                                                         |

- 明治7年（1874年）4月 - 区の再編により、全域が宮城県第8大区となる。

| 宮城県第5大区（全9小区。遠田郡のみ） | 宮城県第5大区（全9小区。遠田郡のみ）                                                               |
| 小区                                 | 所属村                                                                                             |
| ------------------------------------ | -------------------------------------------------------------------------------------------------- |
| 小1区                                | 南小牛田村・牛飼村・不動堂村・北浦村・関根村・桑針村・鶴ヶ埣村・深沼村                             |
| 小2区                                | 富長村・上埣村・淵尻村・中埣村・荻埣村・成田村・平針村・中高城村・南高城村・南牧目村               |
| 小3区                                | 田尻村・大嶺村・小松村・諏訪峠村・通木村・中目村・沼木村・八幡村・北牧目村・狐塚村・馬放村・休塚村 |
| 小4区                                | 沼部村・大沢村・桜田高野村・三高野村・北小牛田村・北高城村・北牧目村                               |
| 小5区                                | 大貫村・蕪栗村・小里村・小塩村                                                                     |
| 小6区                                | 西野村・中津山村・上郡村・下郡村                                                                   |
| 小7区                                | 涌谷村・小塚村・吉住村・猪岡短台村・太田村・成沢村                                                 |
| 小8区                                | 馬場谷地村・和多田沼村                                                                             |
| 小9区                                | 木間塚村・大柳村・二郷村・練牛村・福ヶ袋村                                                         |

- 明治9年（1876年）11月 - 区の再編により、志田郡・玉造郡と共に宮城県第3大区となる。

| 宮城県第3大区（全11小区。志田郡・遠田郡5～9・玉造郡） | 宮城県第3大区（全11小区。志田郡・遠田郡5～9・玉造郡） |
| 小区                                                  | 所属村 |
| ----------------------------------------------------- | --- |
| 小5区                                                 | 練牛村・木間塚村・大柳村・二郷村・福ヶ袋村・和多田沼村 |
| 小6区                                                 | 馬場谷地村・涌谷村・小塚村・上郡村・下郡村・猪岡短台村 |
| 小7区                                                 | 小里村・吉住村・太田村・成沢村・大貫村・蕪栗村・西野村・中津山村 |
| 小8区                                                 | 牛飼村・北小牛田村・南小牛田村・不動堂村・北浦村・関根村・桑針村・鶴ヶ埣村・深沼村・上埣村・平針村 |
| 小9区                                                 | 田尻村・大嶺村・小松村・諏訪峠村・通木村・中目村・沼木村・八幡村・沼部村・大沢村・小塩村・桜田高野村・三高野村・中埣村・荻埣村・成田村・北高城村・中高城村・南高城村・北牧目村・南牧目村・富長村・上埣村・狐塚村・長岡針村・淵尻村・馬放村・休塚村 |

- 明治11年（1878年）10月21日 - 郡区町村編制法の宮城県での施行により、行政区画としての遠田郡が発足。郡役所が馬場谷地村に設置。同日大区小区制廃止。
- 明治13年（1880年）1月17日 - 西野村・中津山村（現・登米市）の所属郡が登米郡に変更[4]。（56村）
- 明治14年（1881年）3月21日 - 吉住村から箆岳村が分立[5]。（57村）
- 明治19年（1886年）5月12日 - 三高野村が沼部村に編入[6]。（56村）

### 町村制以降の沿革

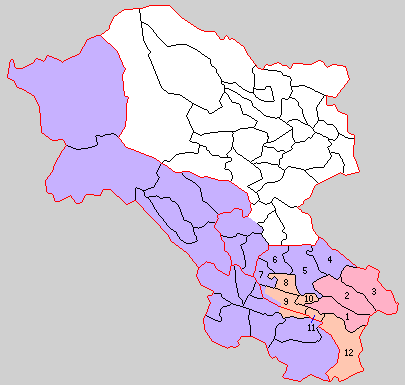
1.涌谷町 2.元涌谷村 3.箆岳村 4.大貫村 5.沼部村 6.田尻村 7.富永村 8.中埣村 9.北浦村 10.小牛田村 11.不動堂村 12.南郷村（紫：大崎市 赤：涌谷町 橙：美里町）

- 明治22年（1889年）4月1日 - 町村制の施行により、以下の町村が発足[7]。（1町11村）

  - 涌谷町（馬場谷地村が単独町制。現存）
  - 元涌谷村 ← 涌谷村、小塚村、上郡村、下郡村（現・涌谷町）
  - 箆岳村 ← 篦岳村、吉住村、猪岡短台村、太田村、小里村、成沢村（現・涌谷町）
  - 大貫村 ← 大貫村、蕪栗村（現・大崎市）
  - 沼部村 ← 沼部村、大沢村、小塩村、桜田高野村、北小牛田村、北高城村（現・大崎市）
  - 田尻村 ← 田尻村、大嶺村、小松村、諏訪峠村、通木村、中目村、沼木村、八幡村、北牧目村（現・大崎市）
  - 富永村 ← 富長村、上埣村、狐塚村、長岡針村、淵尻村、馬放村、休塚村（現・大崎市）
  - 中埣村 ← 中埣村、荻埣村、成田村、平針村、中高城村、南高城村、南牧目村（現・美里町）
  - 北浦村 ← 北浦村、関根村（現・美里町）、桑針村、鶴ヶ埣村、深沼村（現・大崎市）
  - 小牛田村 ← 南小牛田村、牛飼村（現・美里町）
  - 不動堂村（単独村制。現・美里町）
  - 南郷村 ← 木間塚村、大柳村、福ヶ袋村、練牛村、和多田沼村（現・美里町）、二郷村（現・美里町、大崎市）
- 明治27年（1894年）4月1日 - 郡制を施行。
- 明治35年（1902年）12月26日 - 田尻村が町制施行して田尻町となる。（2町10村）
- 明治40年（1907年）4月1日 - 小牛田村が町制施行して小牛田町となる。（3町9村）
- 大正12年（1923年）4月1日 - 郡会が廃止。郡役所は存続。
- 大正15年（1926年）7月1日 - 郡役所が廃止。以降は地域区分名称となる。
- 昭和5年（1930年）4月1日 - 富永村の一部（大字上埣の一部[8]）が志田郡荒雄村に編入。
- 昭和23年（1948年）12月1日 - 涌谷町・元涌谷村が合併し、改めて涌谷町が発足。（3町8村）
- 昭和25年（1950年）
  - 4月1日 - 不動堂村が町制施行して不動堂町となる。（4町7村）
  - 12月16日 - 富永村が古川市に編入。（4町6村）
- 昭和29年（1954年）
  - 3月3日 - 田尻町・沼部村・大貫村が合併し、改めて田尻町が発足。（4町4村）
  - 4月1日 - 小牛田町・不動堂町・中埣村・北浦村が合併し、改めて小牛田町が発足。（3町2村）
  - 7月1日 - 南郷村が町制施行して南郷町となる。（4町1村）
  - 8月1日 - 小牛田町が志田郡敷玉村の一部（青生）を編入（敷玉村の残部は古川市に編入）。
- 昭和30年（1955年）
  - 7月15日 - 涌谷町・箆岳村が合併し、改めて涌谷町が発足。（4町）
  - 8月1日 - 南郷町の一部（二郷の一部[1]）が志田郡鹿島台町に編入。
- 昭和31年（1956年）1月1日 - 小牛田町の一部（桑針・鶴ヶ埣・深沼）が古川市に編入。
- 平成18年（2006年）1月1日 - 小牛田町・南郷町が合併して美里町が発足。（3町）
- 平成18年（2006年）3月31日 - 田尻町が古川市・志田郡三本木町・松山町・鹿島台町・玉造郡岩出山町・鳴子町と合併して大崎市が発足し、郡より離脱。（2町）

### 変遷表
| 明治以前     | 明治以前     | 明治初年 - 明治22年         | 明治22年 4月1日 町村制施行 | 明治22年 - 大正15年          | 昭和元年 - 昭和19年              | 昭和20年 - 昭和29年                                 | 昭和30年 - 昭和64年                 | 平成元年 - 現在        | 現在   |
| ------------ | ------------ | --------------------------- | -------------------------- | ---------------------------- | -------------------------------- | --------------------------------------------------- | ----------------------------------- | ---------------------- | ------ |
| 馬場谷地村   | 馬場谷地村   | 馬場谷地村                  | 涌谷町                     | 涌谷町                       | 涌谷町                           | 昭和23年12月1日 涌谷町                              | 昭和30年7月15日 涌谷町              | 涌谷町                 | 涌谷町 |
| 涌谷村       | 涌谷村       | 涌谷村                      | 元涌谷村                   | 元涌谷村                     | 元涌谷村                         | 昭和23年12月1日 涌谷町                              | 昭和30年7月15日 涌谷町              | 涌谷町                 | 涌谷町 |
| 小塚村       | 小塚村       | 小塚村                      | 元涌谷村                   | 元涌谷村                     | 元涌谷村                         | 昭和23年12月1日 涌谷町                              | 昭和30年7月15日 涌谷町              | 涌谷町                 | 涌谷町 |
| 上郡村       | 上郡村       | 上郡村                      | 元涌谷村                   | 元涌谷村                     | 元涌谷村                         | 昭和23年12月1日 涌谷町                              | 昭和30年7月15日 涌谷町              | 涌谷町                 | 涌谷町 |
| 下郡村       | 下郡村       | 下郡村                      | 元涌谷村                   | 元涌谷村                     | 元涌谷村                         | 昭和23年12月1日 涌谷町                              | 昭和30年7月15日 涌谷町              | 涌谷町                 | 涌谷町 |
| 吉住村       | 吉住村       | 吉住村                      | 箆岳村                     | 箆岳村                       | 箆岳村                           | 箆岳村                                              | 昭和30年7月15日 涌谷町              | 涌谷町                 | 涌谷町 |
| 吉住村       | 吉住村       | 明治14年3月21日 分立 箆岳村 | 箆岳村                     | 箆岳村                       | 箆岳村                           | 箆岳村                                              | 昭和30年7月15日 涌谷町              | 涌谷町                 | 涌谷町 |
| 猪岡短台村   | 猪岡短台村   | 猪岡短台村                  | 箆岳村                     | 箆岳村                       | 箆岳村                           | 箆岳村                                              | 昭和30年7月15日 涌谷町              | 涌谷町                 | 涌谷町 |
| 太田村       | 太田村       | 太田村                      | 箆岳村                     | 箆岳村                       | 箆岳村                           | 箆岳村                                              | 昭和30年7月15日 涌谷町              | 涌谷町                 | 涌谷町 |
| 小里村       | 小里村       | 小里村                      | 箆岳村                     | 箆岳村                       | 箆岳村                           | 箆岳村                                              | 昭和30年7月15日 涌谷町              | 涌谷町                 | 涌谷町 |
| 成沢村       | 成沢村       | 成沢村                      | 箆岳村                     | 箆岳村                       | 箆岳村                           | 箆岳村                                              | 昭和30年7月15日 涌谷町              | 涌谷町                 | 涌谷町 |
| 二郷村       | 一部         | 二郷村                      | 南郷村                     | 南郷村                       | 南郷村                           | 昭和29年7月1日 町制 南郷町                          | 昭和30年8月1日 志田郡鹿島台町に編入 | 平成18年3月31日 大崎市 | 大崎市 |
| 二郷村       | 一部を除く   | 二郷村                      | 南郷村                     | 南郷村                       | 南郷村                           | 昭和29年7月1日 町制 南郷町                          | 南郷町                              | 平成18年1月1日 美里町  | 美里町 |
| 木間塚村     | 木間塚村     | 木間塚村                    | 南郷村                     | 南郷村                       | 南郷村                           | 昭和29年7月1日 町制 南郷町                          | 南郷町                              | 平成18年1月1日 美里町  | 美里町 |
| 大柳村       | 大柳村       | 大柳村                      | 南郷村                     | 南郷村                       | 南郷村                           | 昭和29年7月1日 町制 南郷町                          | 南郷町                              | 平成18年1月1日 美里町  | 美里町 |
| 練牛村       | 練牛村       | 練牛村                      | 南郷村                     | 南郷村                       | 南郷村                           | 昭和29年7月1日 町制 南郷町                          | 南郷町                              | 平成18年1月1日 美里町  | 美里町 |
| 福ヶ袋村     | 福ヶ袋村     | 福ヶ袋村                    | 南郷村                     | 南郷村                       | 南郷村                           | 昭和29年7月1日 町制 南郷町                          | 南郷町                              | 平成18年1月1日 美里町  | 美里町 |
| 和多田沼村   | 和多田沼村   | 和多田沼村                  | 南郷村                     | 南郷村                       | 南郷村                           | 昭和29年7月1日 町制 南郷町                          | 南郷町                              | 平成18年1月1日 美里町  | 美里町 |
| 志田郡青生村 | 志田郡青生村 | 志田郡青生村                | 志田郡 敷玉村 の一部       | 志田郡敷玉村の一部           | 志田郡敷玉村の一部               | 昭和29年8月1日 小牛田町に編入                       | 小牛田町                            | 平成18年1月1日 美里町  | 美里町 |
| 南小牛田村   | 南小牛田村   | 南小牛田村                  | 小牛田村                   | 明治40年4月1日 町制 小牛田町 | 小牛田町                         | 昭和29年4月1日 小牛田町                             | 小牛田町                            | 平成18年1月1日 美里町  | 美里町 |
| 牛飼村       | 牛飼村       | 牛飼村                      | 小牛田村                   | 明治40年4月1日 町制 小牛田町 | 小牛田町                         | 昭和29年4月1日 小牛田町                             | 小牛田町                            | 平成18年1月1日 美里町  | 美里町 |
| 不動堂村     | 不動堂村     | 不動堂村                    | 不動堂村                   | 不動堂村                     | 昭和25年4月1日 町制 不動堂町     | 昭和29年4月1日 小牛田町                             | 小牛田町                            | 平成18年1月1日 美里町  | 美里町 |
| 中埣村       | 中埣村       | 中埣村                      | 中埣村                     | 中埣村                       | 中埣村                           | 昭和29年4月1日 小牛田町                             | 小牛田町                            | 平成18年1月1日 美里町  | 美里町 |
| 荻埣村       | 荻埣村       | 荻埣村                      | 中埣村                     | 中埣村                       | 中埣村                           | 昭和29年4月1日 小牛田町                             | 小牛田町                            | 平成18年1月1日 美里町  | 美里町 |
| 成田村       | 成田村       | 成田村                      | 中埣村                     | 中埣村                       | 中埣村                           | 昭和29年4月1日 小牛田町                             | 小牛田町                            | 平成18年1月1日 美里町  | 美里町 |
| 平針村       | 平針村       | 平針村                      | 中埣村                     | 中埣村                       | 中埣村                           | 昭和29年4月1日 小牛田町                             | 小牛田町                            | 平成18年1月1日 美里町  | 美里町 |
| 中高城村     | 中高城村     | 中高城村                    | 中埣村                     | 中埣村                       | 中埣村                           | 昭和29年4月1日 小牛田町                             | 小牛田町                            | 平成18年1月1日 美里町  | 美里町 |
| 南高城村     | 南高城村     | 南高城村                    | 中埣村                     | 中埣村                       | 中埣村                           | 昭和29年4月1日 小牛田町                             | 小牛田町                            | 平成18年1月1日 美里町  | 美里町 |
| 南牧目村     | 南牧目村     | 南牧目村                    | 中埣村                     | 中埣村                       | 中埣村                           | 昭和29年4月1日 小牛田町                             | 小牛田町                            | 平成18年1月1日 美里町  | 美里町 |
| 北浦村       | 北浦村       | 北浦村                      | 北浦村                     | 北浦村                       | 北浦村                           | 昭和29年4月1日 小牛田町                             | 小牛田町                            | 平成18年1月1日 美里町  | 美里町 |
| 関根村       | 関根村       | 関根村                      | 北浦村                     | 北浦村                       | 北浦村                           | 昭和29年4月1日 小牛田町                             | 小牛田町                            | 平成18年1月1日 美里町  | 美里町 |
| 桑針村       | 桑針村       | 桑針村                      | 北浦村                     | 北浦村                       | 北浦村                           | 昭和29年4月1日 小牛田町                             | 昭和31年1月1日 古川市に編入         | 平成18年3月31日 大崎市 | 大崎市 |
| 鶴ヶ埣村     | 鶴ヶ埣村     | 鶴ヶ埣村                    | 北浦村                     | 北浦村                       | 北浦村                           | 昭和29年4月1日 小牛田町                             | 昭和31年1月1日 古川市に編入         | 平成18年3月31日 大崎市 | 大崎市 |
| 深沼村       | 深沼村       | 深沼村                      | 北浦村                     | 北浦村                       | 北浦村                           | 昭和29年4月1日 小牛田町                             | 昭和31年1月1日 古川市に編入         | 平成18年3月31日 大崎市 | 大崎市 |
| 富長村       | 富長村       | 富長村                      | 富永村                     | 富永村                       | 富永村                           | 昭和25年12月16日 古川市に編入                       | 古川市                              | 平成18年3月31日 大崎市 | 大崎市 |
| 狐塚村       | 狐塚村       | 狐塚村                      | 富永村                     | 富永村                       | 富永村                           | 昭和25年12月16日 古川市に編入                       | 古川市                              | 平成18年3月31日 大崎市 | 大崎市 |
| 長岡針村     | 長岡針村     | 長岡針村                    | 富永村                     | 富永村                       | 富永村                           | 昭和25年12月16日 古川市に編入                       | 古川市                              | 平成18年3月31日 大崎市 | 大崎市 |
| 淵尻村       | 淵尻村       | 淵尻村                      | 富永村                     | 富永村                       | 富永村                           | 昭和25年12月16日 古川市に編入                       | 古川市                              | 平成18年3月31日 大崎市 | 大崎市 |
| 馬放村       | 馬放村       | 馬放村                      | 富永村                     | 富永村                       | 富永村                           | 昭和25年12月16日 古川市に編入                       | 古川市                              | 平成18年3月31日 大崎市 | 大崎市 |
| 休塚村       | 休塚村       | 休塚村                      | 富永村                     | 富永村                       | 富永村                           | 昭和25年12月16日 古川市に編入                       | 古川市                              | 平成18年3月31日 大崎市 | 大崎市 |
| 上埣村       | 一部を除く   | 上埣村                      | 富永村                     | 富永村                       | 富永村                           | 昭和25年12月16日 古川市に編入                       | 古川市                              | 平成18年3月31日 大崎市 | 大崎市 |
| 上埣村       | 一部         | 上埣村                      | 富永村                     | 富永村                       | 昭和5年4月1日 志田郡荒雄村に編入 | 昭和25年12月15日 志田郡古川町に編入 即日市制 古川市 | 古川市                              | 平成18年3月31日 大崎市 | 大崎市 |
| 田尻村       | 田尻村       | 田尻村                      | 田尻村                     | 明治35年12月26日 町制 田尻町 | 田尻町                           | 昭和29年5月3日 田尻町                               | 田尻町                              | 平成18年3月31日 大崎市 | 大崎市 |
| 大嶺村       | 大嶺村       | 大嶺村                      | 田尻村                     | 明治35年12月26日 町制 田尻町 | 田尻町                           | 昭和29年5月3日 田尻町                               | 田尻町                              | 平成18年3月31日 大崎市 | 大崎市 |
| 小松村       | 小松村       | 小松村                      | 田尻村                     | 明治35年12月26日 町制 田尻町 | 田尻町                           | 昭和29年5月3日 田尻町                               | 田尻町                              | 平成18年3月31日 大崎市 | 大崎市 |
| 諏訪峠村     | 諏訪峠村     | 諏訪峠村                    | 田尻村                     | 明治35年12月26日 町制 田尻町 | 田尻町                           | 昭和29年5月3日 田尻町                               | 田尻町                              | 平成18年3月31日 大崎市 | 大崎市 |
| 通木村       | 通木村       | 通木村                      | 田尻村                     | 明治35年12月26日 町制 田尻町 | 田尻町                           | 昭和29年5月3日 田尻町                               | 田尻町                              | 平成18年3月31日 大崎市 | 大崎市 |
| 中目村       | 中目村       | 中目村                      | 田尻村                     | 明治35年12月26日 町制 田尻町 | 田尻町                           | 昭和29年5月3日 田尻町                               | 田尻町                              | 平成18年3月31日 大崎市 | 大崎市 |
| 沼木村       | 沼木村       | 沼木村                      | 田尻村                     | 明治35年12月26日 町制 田尻町 | 田尻町                           | 昭和29年5月3日 田尻町                               | 田尻町                              | 平成18年3月31日 大崎市 | 大崎市 |
| 八幡村       | 八幡村       | 八幡村                      | 田尻村                     | 明治35年12月26日 町制 田尻町 | 田尻町                           | 昭和29年5月3日 田尻町                               | 田尻町                              | 平成18年3月31日 大崎市 | 大崎市 |
| 北牧目村     | 北牧目村     | 北牧目村                    | 田尻村                     | 明治35年12月26日 町制 田尻町 | 田尻町                           | 昭和29年5月3日 田尻町                               | 田尻町                              | 平成18年3月31日 大崎市 | 大崎市 |
| 沼部村       | 沼部村       | 明治19年5月12日 沼部村      | 沼部村                     | 沼部村                       | 沼部村                           | 昭和29年5月3日 田尻町                               | 田尻町                              | 平成18年3月31日 大崎市 | 大崎市 |
| 三高野村     |              | 明治19年5月12日 沼部村      | 沼部村                     | 沼部村                       | 沼部村                           | 昭和29年5月3日 田尻町                               | 田尻町                              | 平成18年3月31日 大崎市 | 大崎市 |
| 大沢村       | 大沢村       | 大沢村                      | 沼部村                     | 沼部村                       | 沼部村                           | 昭和29年5月3日 田尻町                               | 田尻町                              | 平成18年3月31日 大崎市 | 大崎市 |
| 小塩村       | 小塩村       | 小塩村                      | 沼部村                     | 沼部村                       | 沼部村                           | 昭和29年5月3日 田尻町                               | 田尻町                              | 平成18年3月31日 大崎市 | 大崎市 |
| 桜田高野村   | 桜田高野村   | 桜田高野村                  | 沼部村                     | 沼部村                       | 沼部村                           | 昭和29年5月3日 田尻町                               | 田尻町                              | 平成18年3月31日 大崎市 | 大崎市 |
| 北高城村     | 北高城村     | 北高城村                    | 沼部村                     | 沼部村                       | 沼部村                           | 昭和29年5月3日 田尻町                               | 田尻町                              | 平成18年3月31日 大崎市 | 大崎市 |
| 北小牛田村   | 北小牛田村   | 北小牛田村                  | 沼部村                     | 沼部村                       | 沼部村                           | 昭和29年5月3日 田尻町                               | 田尻町                              | 平成18年3月31日 大崎市 | 大崎市 |
| 大貫村       | 大貫村       | 大貫村                      | 大貫村                     | 大貫村                       | 大貫村                           | 昭和29年5月3日 田尻町                               | 田尻町                              | 平成18年3月31日 大崎市 | 大崎市 |
| 蕪栗村       | 蕪栗村       | 蕪栗村                      | 蕪栗村                     | 大貫村                       | 大貫村                           | 昭和29年5月3日 田尻町                               | 田尻町                              | 平成18年3月31日 大崎市 | 大崎市 |

## 行政
歴代郡長
| 代 | 氏名       | 就任年月日                | 退任年月日                | 備考               |
| -- | ---------- | ------------------------- | ------------------------- | ------------------ |
| 1  | 鈴木純之進 | 明治12年（1879年）2月12日 | 明治36年（1903年）2月10日 | 任期途中、郡制施行 |
| 2  | 大立目謙吾 | 明治36年（1903年）2月10日 | 明治39年（1906年）2月28日 |                    |
| 3  | 近藤晋二郎 | 明治39年（1906年）2月28日 | 明治43年（1910年）4月23日 |                    |
| 4  | 戸田元太郎 | 明治43年（1910年）4月23日 | 大正6年（1917年）3月12日  |                    |
| 5  | 土居通次   | 大正6年（1917年）3月12日  | 大正9年（1920年）7月24日  |                    |
| 6  | 内田左平   | 大正9年（1920年）7月24日  | 大正11年（1922年）4月12日 |                    |
| 7  | 小山田義祐 | 大正11年（1922年）4月12日 | 大正12年（1923年）2月18日 |                    |
| 8  | 小山喜寿   | 大正12年（1923年）3月12日 |                           |                    |